# Філіпа Ареоза

Філіпа Ареоза (порт. Filipa Areosa; англ. Filipa Areosa;народилася 12 липня 1990, Сантарем, Португалія) — португальська акторка кіно та телебачення, найбільш відома своїми виступами в серіалах, зокрема Світ з ніг на голову (2013), Полуниця з цукром (2012), Сини Року, Ось так далеко (2016), Мар Сальгадо (2014—2015) і Назаре (теленовела) (2019—2020). Вона також знімалася у фільмах, зокрема Полуниця з цукром — фільм, У непевну годину та інших короткометражних фільмах.

## Фільмографія

### Фільми
| Рік      | Фільми                                        | Роль             | Примітки               |
| -------- | --------------------------------------------- | ---------------- | ---------------------- |
| 2012     | Полуниця з цукром — фільм                     | Ана Рита Соарес  |                        |
| 2015     | У непевну годину                              | Деолінда         |                        |
| 2015     | Твір                                          | Філіпа           | Короткометражний фільм |
| 2015     | Симптом відсутності (Відсутність)             | Рита             | Короткометражний фільм |
| 2016     | Зевс                                          |                  | наразі в постпродакшн  |
| 2019     | Склади мені компанію                          | Клара            |                        |
| 2020     | Фатіма                                        | красива наречена |                        |
| 2022     | Загублений у Фузеті — Ein Krimi aus Portugal  | Сорая Росадо     |                        |
| 2022     | Lost in Fuseta — Ein Krimi aus Portugal 2     | Сорая Росадо     |                        |
| 2022     | Загублений у Фузеті: Ein Krimi aus Portugal 1 | Сорая Росадо     |                        |
| 2022     | Майя Віллоу — Замішана                        | Натерція         |                        |
| 2022     | Лялька Кафки                                  | Лялька (озвучка) | Короткометражний фільм |
| 2023 рік | Погане життя                                  | Каміла           |                        |

### Телебачення
| Рік       | Назва                    | Роль                     | Примітки               |
| --------- | ------------------------ | ------------------------ | ---------------------- |
| 2012      | Полуниця з цукром        | Ана Рита Соарес          | 269 епізодів           |
| 2013      | Світ навпаки             | Лара Мальта Карвальо     | 146 епізодів           |
| 2014      | Сини Року                | Беатріс                  | 26 епізодів            |
| 2015      | Мар Сальгадо             | Мадалена Пелікано        | 317 епізодів           |
| 2016      | Ось так далеко           | Крістіна Ліндо           | 32 епізоди             |
| 2016-2017 | Головне кохання          | Мафальда Таварес Резенде | 170 епізодів (в ефірі) |
| 2019-2020 | Назарет (теленовела)     | Барбара Соареш           | 211 серій (в ефірі)    |
| 2020      | Світ не закінчується так | Марілія                  | 1 епізод               |
| 2020-2021 | Клуб                     | Джессіка Амадо           | 15 епізодів            |
| 2022      | Секвоя                   | Рита                     | 2 епізоди              |
| 2022-2023 | Для вас                  | Мія Амадо                | 260 епізодів           |
| 2023      | Скакові коні             | Дора                     | 8 епізодів             |

## Дрібниці
Вона поголила голову заради ролі в Головному коханні.